# Patrick Stalmans
Patrick Stalmans, né le 31 octobre 1959, est un joueur et entraîneur de football belge qui jouait au poste de milieu de terrain. Il a passé toute sa carrière en Belgique, remportant un titre de champion et une Coupe de Belgique avec le KSK Beveren au début des années 1980.

## Carrière
Patrick Stalmans commence sa carrière en 1977 au KFC Diest. Le club évolue alors en Division 2. Après une saison, il part au Verbroedering Meerhout, en Promotion, où il reste deux ans. Il rejoint alors les rangs du KVV Looi Sport où il passe également deux saisons.
En 1982, il effectue le grand saut vers la première division et signe un contrat au KSK Beveren. Il s'impose rapidement dans l'équipe de base du club et remporte la finale de la Coupe de Belgique 1983 contre le FC Bruges. Devenu un titulaire à part entière, il décroche un an plus tard le titre de champion de Belgique. Il participe encore à la finale de la Coupe de Belgique 1985 mais le club doit s'incliner après la séance des tirs au but. Patrick Stalmans joue encore pendant trois ans à Beveren avant de décider de rejoindre le rival du KSC Lokeren durant l'été 1988.
Il devient d'emblée un joueur important dans sa nouvelle équipe et le reste pendant trois saisons. En 1991, il s'en va au KRC Genk mais il ne parvient pas à y obtenir une place de titulaire à part entière, notamment à cause d'une blessure à un genou. Après deux ans, il est transféré au KSV Waregem. Sa première saison au club est difficile et l'équipe est reléguée en Division 2. Il remporte le titre directement mais ne participe qu'à neuf rencontres durant la saison. Il n'accompagne pas ses équipiers parmi l'élite et retourne à son premier club, devenu depuis son premier passage le KTH Diest. Il ne peut éviter la relégation en troisième division et met alors un terme à sa carrière de joueur.
Patrick Stalmans se reconvertit comme entraîneur et prend en mains la destinée du KFC Verbroedering Geel, une équipe de deuxième division. Il dirige l'équipe durant les douze dernières rencontres du championnat mais son contrat n'est pas prolongé.

## Palmarès
- 1 fois champion de Belgique en 1984 avec le KSK Beveren.
- Vainqueur de la Coupe de Belgique en 1983 avec le KSK Beveren.
- 1 fois champion de Division 2 en 1995 avec le KSV Waregem.

## Statistiques
| Saison                | Club                  | Championnat           | Championnat | Championnat | Coupe(s) nationale(s) | Coupe(s) nationale(s) | Compétition(s) continentale(s) | Compétition(s) continentale(s) | Compétition(s) continentale(s) | Total | Total |
| Saison                | Club                  | Division              | M.          | B.          | M.                    | B.                    | Comp.                          | M.                             | B.                             | M.    | B.    |
| 1977-1978             | KFC Diest             | Division 2            | -           | -           | -                     | -                     | -                              | 0                              | 0                              | 0     | 0     |
| Sous-total            | Sous-total            | Sous-total            | -           | -           | -                     | -                     | -                              | 0                              | 0                              | 0     | 0     |
| 1978-1979             | Verbr. Meerhout       | Promotion             | -           | -           | -                     | -                     | -                              | 0                              | 0                              | 0     | 0     |
| 1979-1980             | Verbr. Meerhout       | Promotion             | -           | -           | -                     | -                     | -                              | 0                              | 0                              | 0     | 0     |
| Sous-total            | Sous-total            | Sous-total            | -           | -           | -                     | -                     | -                              | 0                              | 0                              | 0     | 0     |
| 1980-1981             | KVV Looi Sport        | Division 3            | -           | -           | -                     | -                     | -                              | 0                              | 0                              | 0     | 0     |
| 1981-1982             | KVV Looi Sport        | Division 3            | -           | -           | -                     | -                     | -                              | 0                              | 0                              | 0     | 0     |
| Sous-total            | Sous-total            | Sous-total            | -           | -           | -                     | -                     | -                              | 0                              | 0                              | 0     | 0     |
| 1982-1983             | KSK Beveren           | Division 1            | 24          | 0           | -                     | -                     | -                              | 0                              | 0                              | 24    | 0     |
| 1983-1984             | KSK Beveren           | Division 1            | 30          | 5           | -                     | -                     | C2                             | -                              | -                              | 30    | 5     |
| 1984-1985             | KSK Beveren           | Division 1            | -           | -           | -                     | -                     | C1                             | 2                              | 0                              | 2     | 0     |
| 1985-1986             | KSK Beveren           | Division 1            | 31          | 3           | -                     | -                     | -                              | 0                              | 0                              | 31    | 3     |
| 1986-1987             | KSK Beveren           | Division 1            | 25          | 1           | 5                     | 0                     | C3                             | 3                              | 0                              | 33    | 1     |
| 1987-1988             | KSK Beveren           | Division 1            | -           | 1           | -                     | -                     | C3                             | -                              | -                              | 0     | 1     |
| Sous-total            | Sous-total            | Sous-total            | 110         | 10          | 5                     | 0                     | -                              | 5                              | 0                              | 120   | 10    |
| 1988-1989             | KSC Lokeren           | Division 1            | 28          | 1           | 6                     | 2                     | -                              | 0                              | 0                              | 34    | 3     |
| 1989-1990             | KSC Lokeren           | Division 1            | 32          | 2           | 8                     | 1                     | -                              | 0                              | 0                              | 40    | 3     |
| 1990-1991             | KSC Lokeren           | Division 1            | 28          | 0           | 7                     | 1                     | -                              | 0                              | 0                              | 35    | 1     |
| Sous-total            | Sous-total            | Sous-total            | 88          | 3           | 21                    | 4                     | -                              | 0                              | 0                              | 109   | 7     |
| 1991-1992             | KRC Genk              | Division 1            | 19          | 0           | 1                     | 0                     | -                              | 0                              | 0                              | 20    | 0     |
| 1992-1993             | KRC Genk              | Division 1            | 15          | 0           | 0                     | 0                     | -                              | 0                              | 0                              | 15    | 0     |
| Sous-total            | Sous-total            | Sous-total            | 34          | 0           | 1                     | 0                     | -                              | 0                              | 0                              | 35    | 0     |
| 1993-1994             | KSV Waregem           | Division 1            | 23          | 0           | 2                     | 0                     | C3                             | 0                              | 0                              | 25    | 0     |
| 1994-1995             | KSV Waregem           | Division 2            | 9           | 2           | 0                     | 0                     | -                              | 0                              | 0                              | 9     | 2     |
| Sous-total            | Sous-total            | Sous-total            | 32          | 2           | 2                     | 0                     | -                              | 0                              | 0                              | 34    | 2     |
| 1995-1996             | KTH Diest             | Division 2            | 24          | 1           | 0                     | 0                     | -                              | 0                              | 0                              | 24    | 1     |
| Sous-total            | Sous-total            | Sous-total            | 24          | 1           | 0                     | 0                     | -                              | 0                              | 0                              | 24    | 1     |
| Total sur la carrière | Total sur la carrière | Total sur la carrière | 288         | 16          | 29                    | 4                     | -                              | 5                              | 0                              | 322   | 20    |